# پیتر گادفری اسمیت

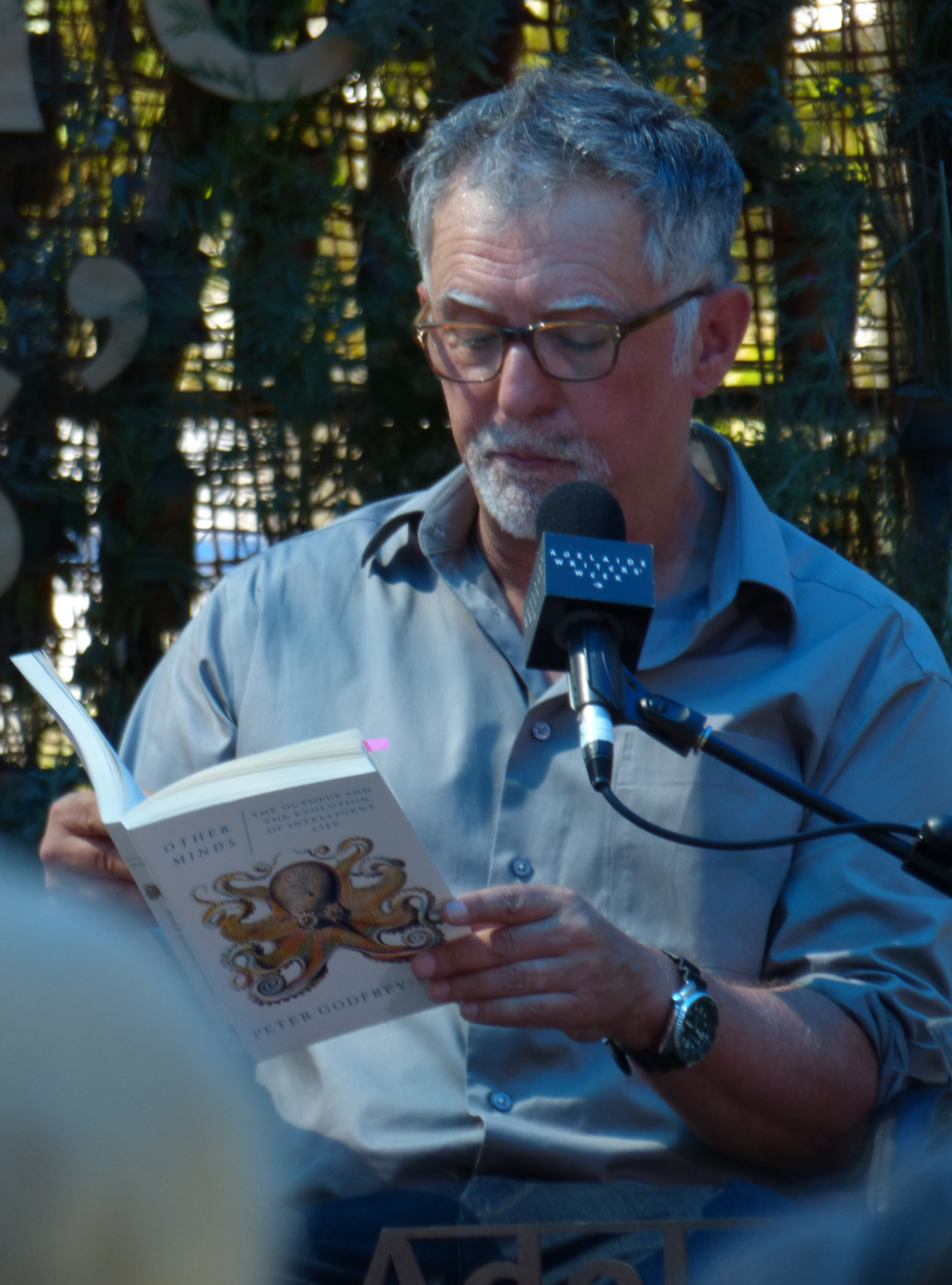
پیتر گادفری-اسمیت کتاب ذهن‌های دیگر را در هفته نویسندگان آدلاید ۲۰۱۸ می‌خواند.

پیتر گادفری اسمیت (زاده ۱۹۶۵) فیلسوف علم و نویسنده استرالیایی است.

## حرفه
گادفری اسمیت استاد تاریخ و فلسفه علم در دانشگاه سیدنی است. او به‌طور عمده در حوزه فلسفه زیست‌شناسی و فلسفه ذهن کار می‌کند و همچنین به فلسفه علم به صورت عام، عمل‌گرایی (به ویژه کارهای جان دیویی) و برخی از بخش‌های متافیزیک و معرفت‌شناسی علاقه‌مند است.
گادفری-اسمیت در سال ۱۹۶۵ در استرالیا متولد شد و دکترای خود را در فلسفه از دانشگاه کالیفرنیا، سن دیگو در سال ۱۹۹۱ تحت نظارت فیلیپ کیچر دریافت کرد. وی پیش از این در دانشگاه هاروارد، دانشگاه استنفورد، دانشگاه ملی استرالیا و مرکز تحصیلات تکمیلی CUNY تدریس می‌کرد. گادفری-اسمیت برای کتاب خود به نام جمعیت‌های داروینی و انتخاب طبیعی (۲۰۰۹) موفق به دریافت جایزه لاکاتوس شد. در این کتاب او مبانی فلسفی نظریه تکامل را مورد بحث قرار می‌دهد.
وی از برهان‌های طرفدار طراحی هوشمند انتقاد کرده‌است.

## بحث دربارهٔ تصادف داروینی
در فوریه ۲۰۱۱، گادفری-اسمیت (که در آن زمان استاد هاروارد بود) سخنرانی استاد بازنشسته فلسفه، جری فودور، در کنفرانس بحث ذرباره فلسفه داروین را، که در دانشگاه کالیفرنیا، سانتا باربارا برگزار شد، قطع کرد. در تبادل داغ متعاقب آن، بخشهایی از آن با فیلم‌برداری شد، گادفری-اسمیت سعی کرد نظرات فودرو را در مورد صحت نظری تکامل با انتخاب طبیعی به چالش بکشد. وی پیش از این کنفرانس از فودور انتقاد کرده بود.

## ذهن‌های دیگر
در سال ۲۰۱۶، گادفری اسمیت کتاب ذهن‌های دیگر: هشت پا، دریا و ریشه‌های عمیق آگاهی را منتشر کرد. این کتاب منشأ ادراک، آگاهی و هوش در قلمرو حیوانات، به ویژه چگونگی تکامل آن در سرپایان، را در مقایسه با پستانداران و پرندگان بررسی می‌کند.

## مقالات منتخب
- پیچیدگی و عملکرد ذهن در طبیعت (۱۹۹۸)
- نظریه و واقعیت: مقدمه ای بر فلسفه علم (۲۰۰۳)
- جمعیت داروینی و انتخاب طبیعی (۲۰۰۹)
- ذهن‌های دیگر: هشت پا، دریا و ریشه‌های عمیق آگاهی (۲۰۱۶)
- متازوآ: زندگی حیوانات و تولد ذهن (۲۰۲۰)